# Piotr Prakapowicz
Piotr Piatrowicz Prakapowicz (biał. Пётр Пятровіч Пракаповіч, ros. Пётр Петрович Прокопович, Piotr Pietrowicz Prokopowicz; ur. 3 listopada 1942 w Kozłach lub Równem) – białoruski inżynier i polityk, w latach 1990–1995 deputowany do Rady Najwyższej Białoruskiej SRR/Rady Najwyższej Republiki Białorusi XII kadencji; w latach 1997–1998 członek Rady Republiki Zgromadzenia Narodowego Republiki Białorusi I kadencji; w latach 1996–1998 wicepremier Białorusi; w l. 1998-2011 przewodniczący zarządu Narodowego Banku Republiki Białorusi.

## Życiorys
Urodził się 3 listopada 1942 roku na terenie obecnego rejonu prużańskiego, w folwarku Równe lub we wsi Kozły, wówczas na terytorium okupowanym przez III Rzeszę, w okręgu Białystok. We wczesnym dzieciństwie przeprowadził się wraz z rodzicami do Tomaszówki w rejonie brzeskim. W 1959 roku ukończył szkołę średnią w Komarówce (był w jednej klasie z kosmonautą Piotrem Klimukiem). W latach 1959–1960 w technikum budowlanym w Swierdłowsku. W 1966 roku ukończył Dniepropetrowski Instytut Inżynieryjno-Budowlany, uzyskując wykształcenie inżyniera budownictwa.
W latach 1960–1961 pracował jako kamieniarz w Dołżańskim Zarządzie Budownictwa Kopalnianego w obwodzie swierdłowskim Rosyjskiej FSRR. W latach 1966–1972 był mistrzem budowlanym, robotnikiem wykwalifikowanym, głównym inżynierem, naczelnikiem zarządu budowlanego przedsiębiorstwa „Celinogradpromstroj” w Kazachskiej SRR. W 1972 roku powrócił na Białoruś. W latach 1972–1976 pełnił funkcję przewodniczącego zarządu Kobryńskiej Międzykołchozowej Organizacji Budowlanej. W latach 1976–1996 był głównym inżynierem, generalnym dyrektorem Brzeskiego Państwowego Produkcyjnego Projektowo-Budowlanego Zjednoczenia Budownictwa Wiejskiego „Briestobłsielstroj”.

### Działalność polityczna
Piotr Prakapowicz był wiele razy deputowanym do rad miejscowych. W 1990 roku został deputowanym ludowym do Rady Najwyższej Białoruskiej SRR. Wchodził w skład Komisji Rady Najwyższej ds. Architektury, Budownictwa, Produkcji Materiałów Budowlanych i Gospodarki Mieszkaniowo-Komunalnej Wsi i Miasta. Deputowanym był do 1995 roku. W marcu 1996 roku otrzymał stanowisko zastępcy kierownika Administracji Prezydenta Republiki Białorusi ds. ekonomii. W grudniu tego samego roku został pierwszym zastępcą premiera Republiki Białorusi. 13 stycznia 1997 roku wszedł w skład nowo utworzonej Rady Republiki Zgromadzenia Narodowego Republiki Białorusi I kadencji. Był jedynym członkiem Rady, który nie wchodził w skład żadnej z jej stałych komisji. 20 marca 1998 roku został mianowany na stanowisko przewodniczącego zarządu Narodowego Banku Republiki Białorusi, zastępując na nim Hienadzia Alejnikaua. 15 maja 1998 roku opuścił Radę Republiki. Mimo zwolnienia z obowiązków wicepremiera, pozostał w składzie Rady Ministrów do 21 września 2001 roku, kiedy to prezydent przyjął jej dymisję. Już 24 września prezydent ponownie mianował go na przewodniczącego zarządu Narodowego Banku Republiki Białorusi. W czerwcu 2011 r. „ze względu na stan zdrowia”" opuścił zajmowane stanowisko i 18 lipca 2011 roku oficjalnie odszedł na emeryturę. 17 sierpnia 2012 roku został mianowany doradcą prezydenta Białorusi.

## Poglądy ekonomiczne
W latach 1990–1995 Piotr Prakapowicz, będąc deputowanym Rady Najwyższej, zasłynął z ostrej krytyki działalności Stanisłaua Bahdankiewicza na stanowisku przewodniczącego zarządu Narodowego Banku Republiki Białorusi. Gdy sam zajął to stanowisko w marcu 1998 roku, zaczął wprowadzać swoją politykę ekonomiczną, która doprowadziła do gwałtownego wzrostu inflacji i utraty wartości białoruskiego rubla. Zdaniem portalu Kto jest′ kto w Riespublikie Biełaruś Prokopowicz jest jednym z „głównych ideologów” obecnej polityki gospodarczej Białorusi.

## Odznaczenia
- Order Czerwonego Sztandaru Pracy (ZSRR);
- Order „Znak Honoru” (ZSRR);
- Order Ojczyzny III klasy (Białoruś);
- Bohater Białorusi (1 marca 2006, Białoruś);
- dwie Gramoty Pochwalne Rady Najwyższej Białoruskiej SRR[5].